# Saxifraga callosa
Saxifraga callosa es una especie de planta fanerógama perteneciente a la familia Saxifragaceae originaria de Europa. 

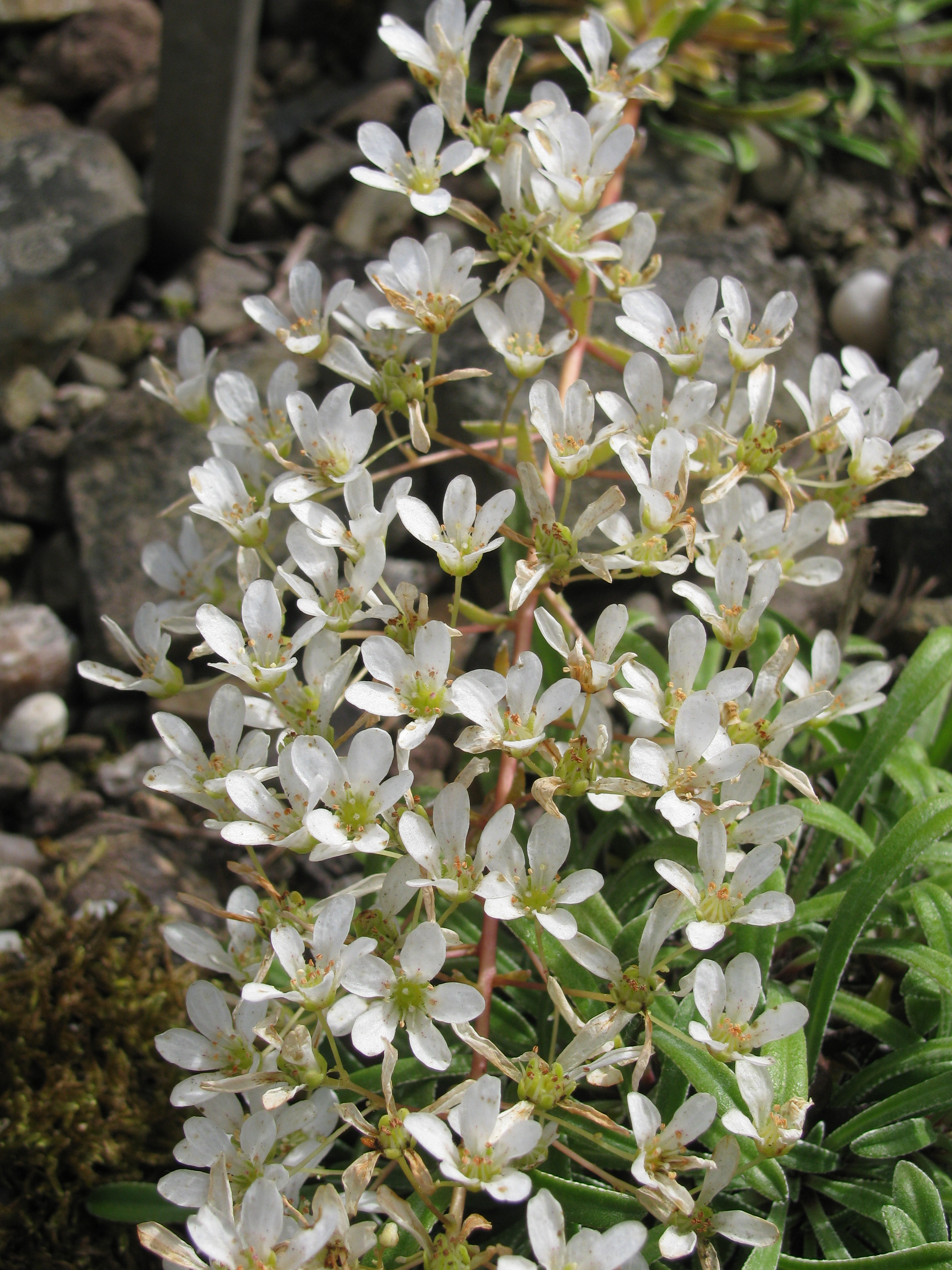
Flores

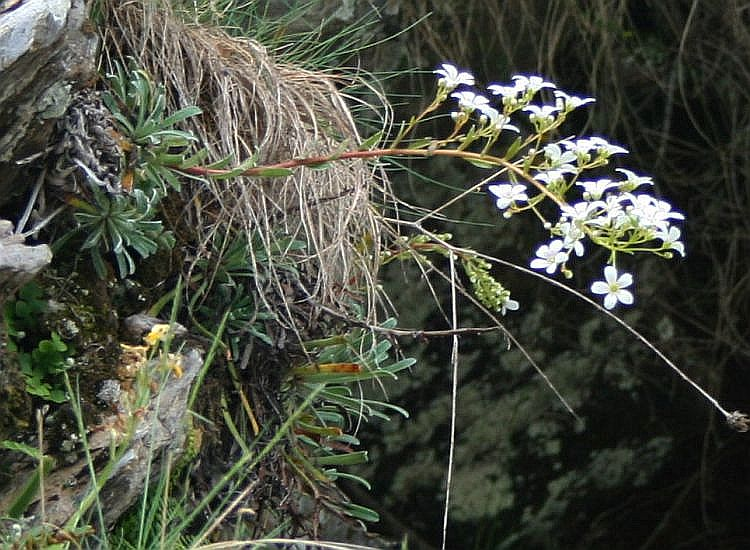
Inflorescencia

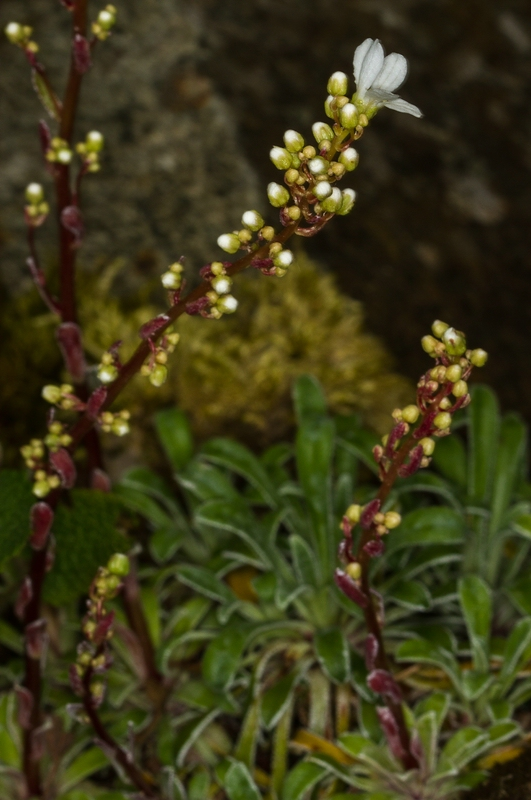
Detalle

## Descripción
Es una planta perenne que alcanza un tamaño  de 20 a 60 centímetros de altura. Tiene una roseta con hojas en forma y tamaño variable. Las hojas sin lineales a oblongo-lanceoladas y mide 30 a 100 × 3 a 6 mm, son coriáceas-carnosas con margen entero, ligeramente apuntada en la parte delantera, a menudo rojiza en la base y con muescas que parecen hoyuelos. El tallo es delgado arqueado abajo. La inflorescencia paniculada en tallos delgados, de color rojizo y que llevan cuatro o más flores. Los pétalos son de color blanco, con una longitud de 6 a 9 mm. Florece de mayo a julio. El número de cromosomas es de 2n = 28n.

## Distribución y hábitat
Se encuentra en los Alpes Marítimos, los Alpes de Liguria, los Apeninos, montañas de Cerdeña y Sicilia y rocas subalpinas calcáreas a gran altura 5-2000 metros.

## Taxonomía
Saxifraga callosa fue descrita por Sm. ex Dicks. y publicado en Collection of Dried Plants 3(63):. 1791.
Etimología
Saxifraga: nombre genérico que viene del latín saxum, ("piedra") y frangere, ("romper, quebrar"). Estas plantas se llaman así por su capacidad, según los antiguos, de romper las piedras con sus fuertes raíces. Así lo afirmaba Plinio, por ejemplo.
callosa: epíteto latino que significa "con grandes hojas".
Variedad aceptada
- Saxifraga callosa subsp. catalaunica (Boiss. & Reut.) D.A.Webb

Sinonimia
- Evaiezoa callosa (Sm.) Raf.
- Saxifraga australis Moric.
- Saxifraga callosa var. australis (Moric.) D.A.Webb
- Saxifraga florulenta Schott
- Saxifraga lantoscana Boiss. & Reut.
- Saxifraga lingulata Bellardi
- Saxifraga lingulata subsp. australis (Moric.) Pignatti
- Saxifraga pyramidalis Ten.
- Saxifraga thyrsoides Tausch[3]

Híbridos
- Saxifraga x calabrica
- Saxifraga x macnabiana	?
- Saxifraga x sospelensis

Cultivares
- Saxifraga callosa 'Albida'
- Saxifraga callosa 'Archfield White'   	?
- Saxifraga callosa 'Judikar'   	?
- Saxifraga callosa 'Latonica'
- Saxifraga callosa 'Sancta-Balmae'
- Saxifraga callosa 'Sündermann'
- Saxifraga callosa 'Winterfeuer'
- Saxifraga callosa 'Freshways variety'
- Saxifraga callosa 'Lissadell'
- Saxifraga callosa 'Albertiana'
- Saxifraga callosa 'Albertii'
- Saxifraga callosa 'Simon Lejeune'
- Saxifraga callosa 'WINTER FIRE'[4]